# Ріал Хіджаза
Ріал Хіджаза (араб. ريال  — грошова одиниця Королівства Хіджаз у 1921-1925.

## Історія
У 1916 Хіджаз вийшов зі складу Османської імперії. На турецькі монети в 10 і 20 пари султанів Махмуда II і Абдул-Меджіда I і 10, 20 і 40 пари султана Мехмеда V поверх тугри наносилися надчеканки «Хіджаз», з появою в 1918 монет султана Мехмеда VI надчеканки 40 пар. Надчеканки наносилися також на срібні турецькі монети в 5, 10 і 20 курушів, єгипетські монети в 5, 10 і 20 піастрів та талер Марії-Терезії. Немає точних даних, чи робилися ці надкарбування офіційно.
У 1921 розпочато карбування власних монет. Чеканились бронзові монети в1⁄8 ,1⁄4 ,1⁄2, 1 куруш, срібні в 5, 10 та 20 курушів.
У 1924 викарбувана золота монета - Динар Хашімі.
У 1924 розпочато випуск банкнот Арабського національного банку Хіджазу. Випускалися банкноти у1⁄2, 1, 5, 10, 50, 100 ріалів.
У вересні 1924 Султанат Неджд почав війну проти Хіджаза і 1925 захопив його. Випуск грошових знаків Хіджаза припинено.